# ناوچه آب‌خاکی سوپپورت
ناوچه آب‌خاکی سوپپورت (به انگلیسی: Landing Craft Support) یک کشتی است که طول آن ۱۵۸ فوت ۶ اینچ (۴۸٫۳۱ متر) می‌باشد.